# کوجو

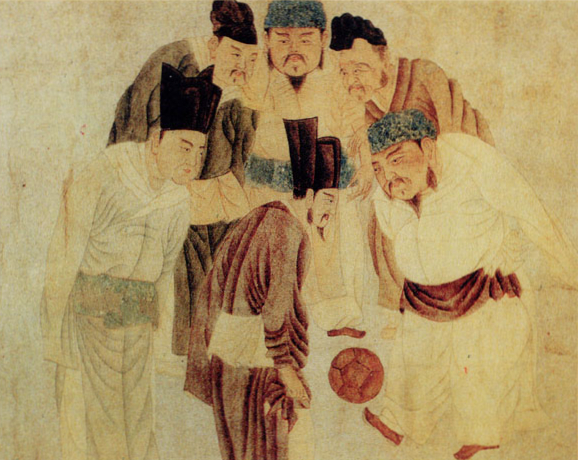
امپراتور سونگ در حال انجام بازی کوجو.

کوجو (به چینی: 蹴鞠) یکی از بازی‌های توپی باستان است که شباهت زیادی به ورزش فوتبال دارد. بر پایهٔ شواهدی که در دست است، این بازی توسط فیفا به عنوان نخستین شکل فوتبال پذیرفته شده‌است. کوجو برای نخستین بار در سدهٔ دوم و سوم پیش از میلاد انجام‌شد که یک تمرین نظامی بود. این بازی از چین ریشه‌گرفته و هم‌چنین در کشورهای ژاپن و ویتنام انجام می‌شد.